# Ali Shariati
Ali Shariati (ir.: علی شریعتی‎), född 23 november 1933 i Mazinan, en förort till Mashhad i Iran, död 19 juni 1977 i England, var en framstående politiskt aktiv iransk muslimsk intellektuell, revolutionär, teolog och son till mullan Aqa Muhammad Taqi Shariati. Ali Shariati anses vara bland de mest inflytelserika intellektuella i 1900-talets Iran och har kallats "den iranska revolutionens ideolog". Shariati var inte sociolog vilket ofta anges utan han hade en doktorsexamen i iranistik vid Sorbonne och avhandlingen handlade om hans hemstad Mazinans historia och geografi.
Jean-Paul Sartre sade om Shariati: "Jag saknar religion, men om jag skulle välja en, så skulle det vara Shariatis religion".

## Biografi
Ali Shariati (Ali Mazinani) föddes 1933 i Khahak (en by i Mazinan) i nordöstra Iran. Hans far, Mohammad-Taqi, som var lärare och islamisk lärd öppnade 1947   "Centre for the Propagation of Islamic Truths"  i Mashhad i Khorasan-provinsen. Det var ett socialt islamiskt forum som också blev indraget i rörelsen för nationalisering av Irans oljetillgångar på 1950-talet.
Under sina år på lärarutbildningen i Mashhad kom Shariati i kontakt med ungdomar som var från mindre privilegierade klasser i samhället, och för första gången såg han fattigdom och umbäranden som fanns i Iran under den perioden. Samtidigt intresserade han sig för det västerländska filosofiska och politiska tänkandet. Han försökte förklara och ge lösningar på de problem som de muslimska samhällena möter genom att försöka väva samman traditionella islamiska principer med synvinklar hämtade ur modern sociologi och filosofi. Hans artiklar från denna period hämtar idéer från såväl modernistiska muslimska tänkare som Jamal al-Din al-Afghani och Muhammad Iqbal som modern västerländsk vetenskap från Sigmund Freud och Alexis Carrel.
År 1952 blev Shariati lärare. Han grundade samtidigt "Islamic Students Association" och arresterades efter en demonstration. År 1953, året då Mossadeq störtades, blev han medlem av "Nationella fronten". Han tog sin kandidatexamen från Mashhads universitet 1955. År 1957 greps han på nytt av polisen, tillsammans med 16 andra medlemmar av "Nationella motståndsrörelsen".
Ali Shariati lyckades därefter få ett stipendium för fortsatta studier i Frankrike, och fortsatte sin forskarutbildning vid Sorbonneuniversitetet i Paris, där han tog en doktorsexamen i iranistik 1964.[källa behövs] Under sin vistelse i Paris, började Shariati samarbeta med den algeriska nationella befrielserörelsen FLN 1959. Året därpå började han läsa Frantz Fanon och översatte en antologi av honom till persiska. Shariati ville introducera Fanons tänkande i iranska revolutionära cirklar. Han greps i Paris under en demonstration för att hedra Patrice Lumumba den 17 januari 1961.

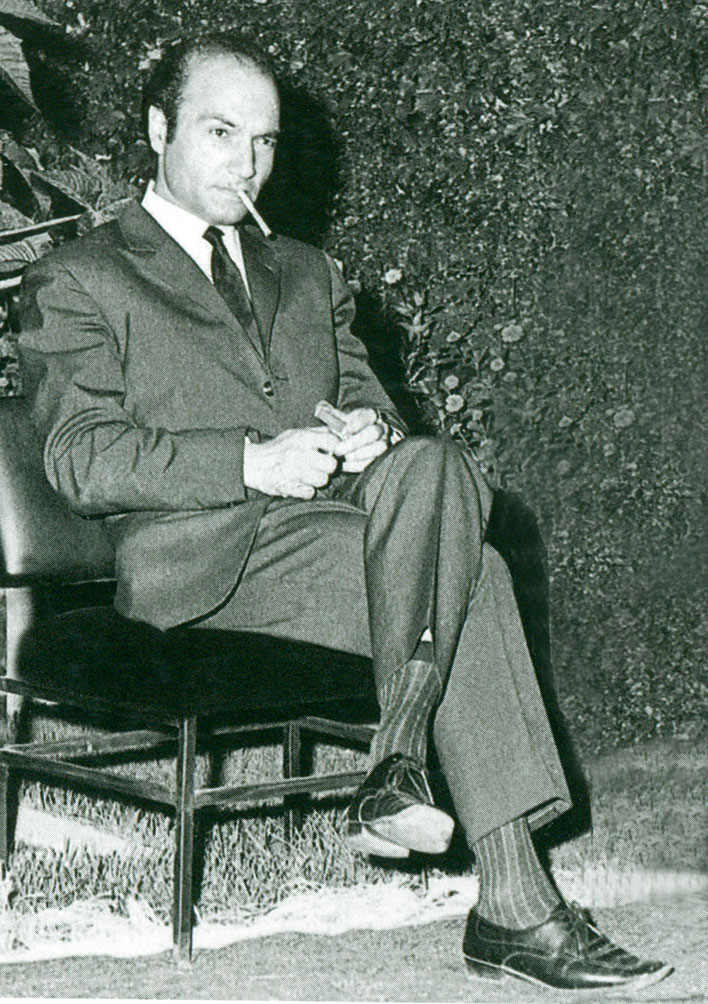
Ali Shariati

Samma år grundade Shariati tillsammans med Ebrahim Yazdi, Mostafa Chamran och Sadegh Ghotbzadeh "Iranska frihetsrörelsen". År 1962 fortsatte han att studera sociologi och religionshistoria, och följde kurser av islamologerna Louis Massignon och Jacques Berque samt sociologen Georges Gurvitch. Samma år lärde han också känna filosofen Jean-Paul Sartre och lät publicera Jalal Al-e Ahmads bok Gharbzadegi i Iran.
Han återvände sedan till Iran 1964, där han greps och fängslades för att ha bedrivit omstörtande politisk verksamhet under sin tid i Frankrike. Han släpptes efter några veckor och började undervisa vid universitetet i Mashhad.
Shariati åkte sedan till Teheran där han började föreläsa vid det religiösa institutet Hosseiniye Ershad. Dessa föreläsningar visade sig vara enormt populära bland hans elever och intrycken spreds från mun till mun i alla sektorer i samhället, inklusive medel- och överklassen där intresset för Shariatis läror började växa oerhört.
Shariatis fortsatta framgång väckte åter shah-regeringens intresse, och man arresterade både honom och många av hans elever. Utbredda påtryckningar från befolkningen och ett internationellt ramaskri ledde så småningom till hans frigivning efter arton månader i isoleringscell, och han släpptes den 20 mars 1975.
Shariati tilläts lämna Iran och resa till England. Han dog tre veckor senare på ett sjukhus i Southampton under "mystiska omständigheter", men i Ali Rahnemas biografi över Shariati sägs han ha dött av en hjärtattack. Shariati är begravd i Damaskus i Syrien där iranska pilgrimer ofta besöker graven.

### Åsikter

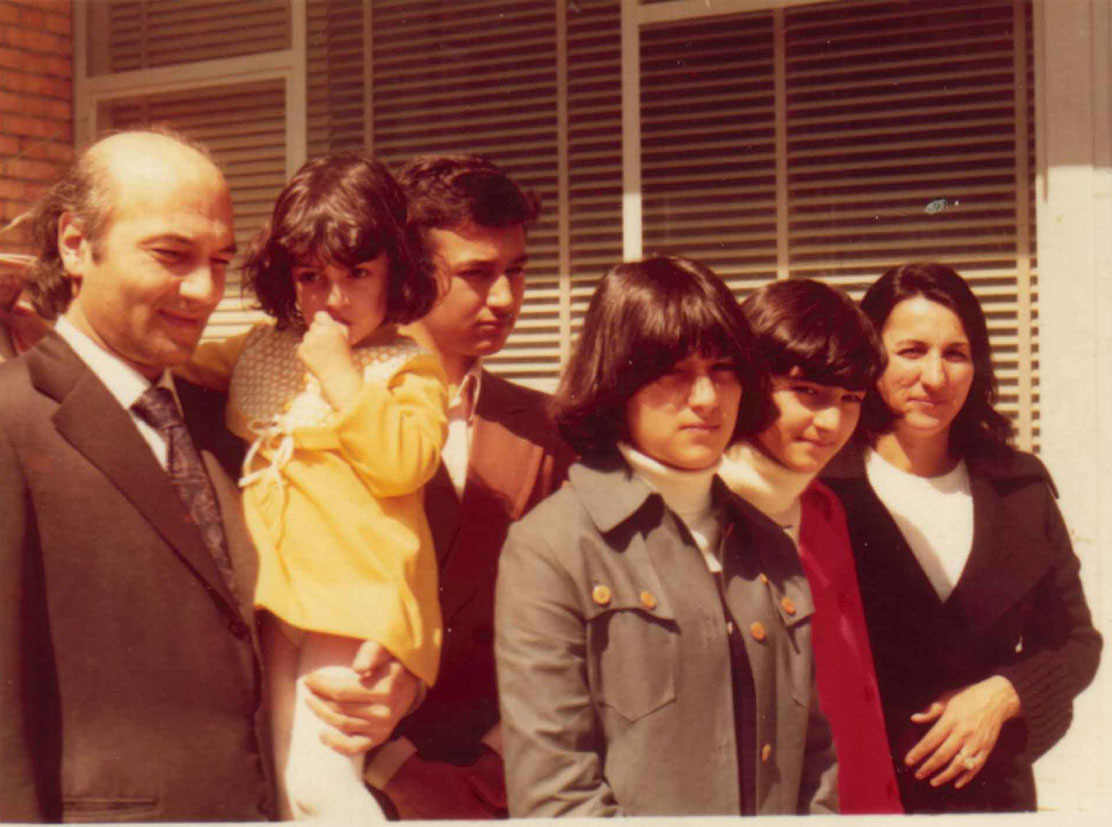
Ali Shariati och hans familj, en dag efter frigivning från fängelse.

Shariatis verk var starkt influerade av den "tredje världen"-ideologi han stött på som student i Paris. Han försökte förena idéer om att klasskamp och revolution skulle medföra ett rättvist och klasslöst samhälle med islamiska, delvis fundamentalistiska reformationsidéer som också präglat hans tänkande. Han sägs också ha fört vidare Jalal Al-e Ahmads idé om Gharbzadegi och gett den ett "livligt och inflytelserikt andra liv."
Han försökte att omsätta dessa idéer till shiitiska kulturella symboler som iranier kunde relatera till. Han ansåg att shiiterna inte bara kan invänta återkomsten av den tolfte imamen, utan att man aktivt bör arbeta för att påskynda hans återkomst genom att kämpa för social rättvisa "även till den grad att man omfamnar martyrskapet". Han ansåg att  "varje dag är Ashura, varje plats är Karbala." Shariati hade en dynamisk syn på islam. Hans ideologi om islam anses nära besläktad med Allama Iqbals ideologi. Till exempel anser de båda att förändring är naturens och islams främsta lag. Shariati hänvisade till sin gren av shiism som "röd shiism" som han kontrasterade mot den prästdominerade, ickerevolutionära "svarta shiismen" eller safavid-shiismen. Hans idéer har jämförts med den katolska befrielseteologiska rörelse som grundats i Sydamerika av peruanen Gustavo Gutiérrez och brasilianen Leonardo Boff.

## Referenser

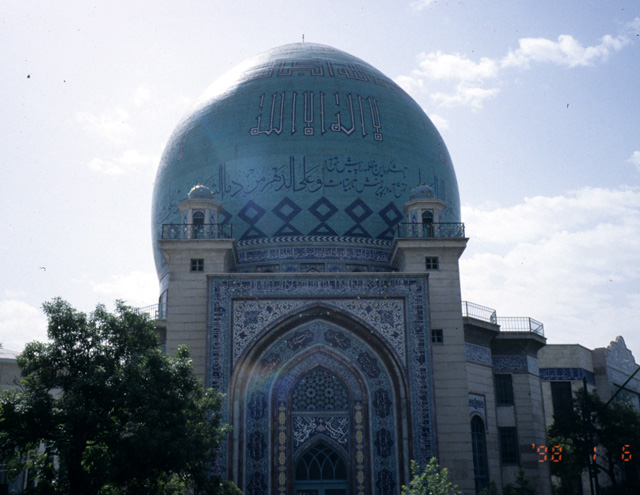
Hosseiniyeh Ershad i Teheran där Shariati höll många av sina välkända regimfientliga anföranden före revolutionen.